# NGC 3622
NGC 3622 est une petite galaxie spirale située dans la constellation de la Grande Ourse. NGC 3622 a été découverte par l'astronome germano-britannique William Herschel en 1793.

## Caractéristiques
NGC 3622 présente une large raie HI et c'est une galaxie du champ, c'est-à-dire qu'elle n'appartient pas à un amas ou un groupe et qu'elle est donc gravitationnellement isolée.

### Distance
Sa vitesse par rapport au fond diffus cosmologique est de 1 402 ± 7 km/s, ce qui correspond à une distance de Hubble de 20,7 ± 1,5 Mpc (∼67,5 millions d'al).
À ce jour, sept mesures non basées sur le décalage vers le rouge (redshift) donnent une distance de 21,171 ± 5,579 Mpc (∼69,1 millions d'al), ce qui est à l'intérieur des valeurs de la distance de Hubble.